# الخمس المشهورات (كندا)

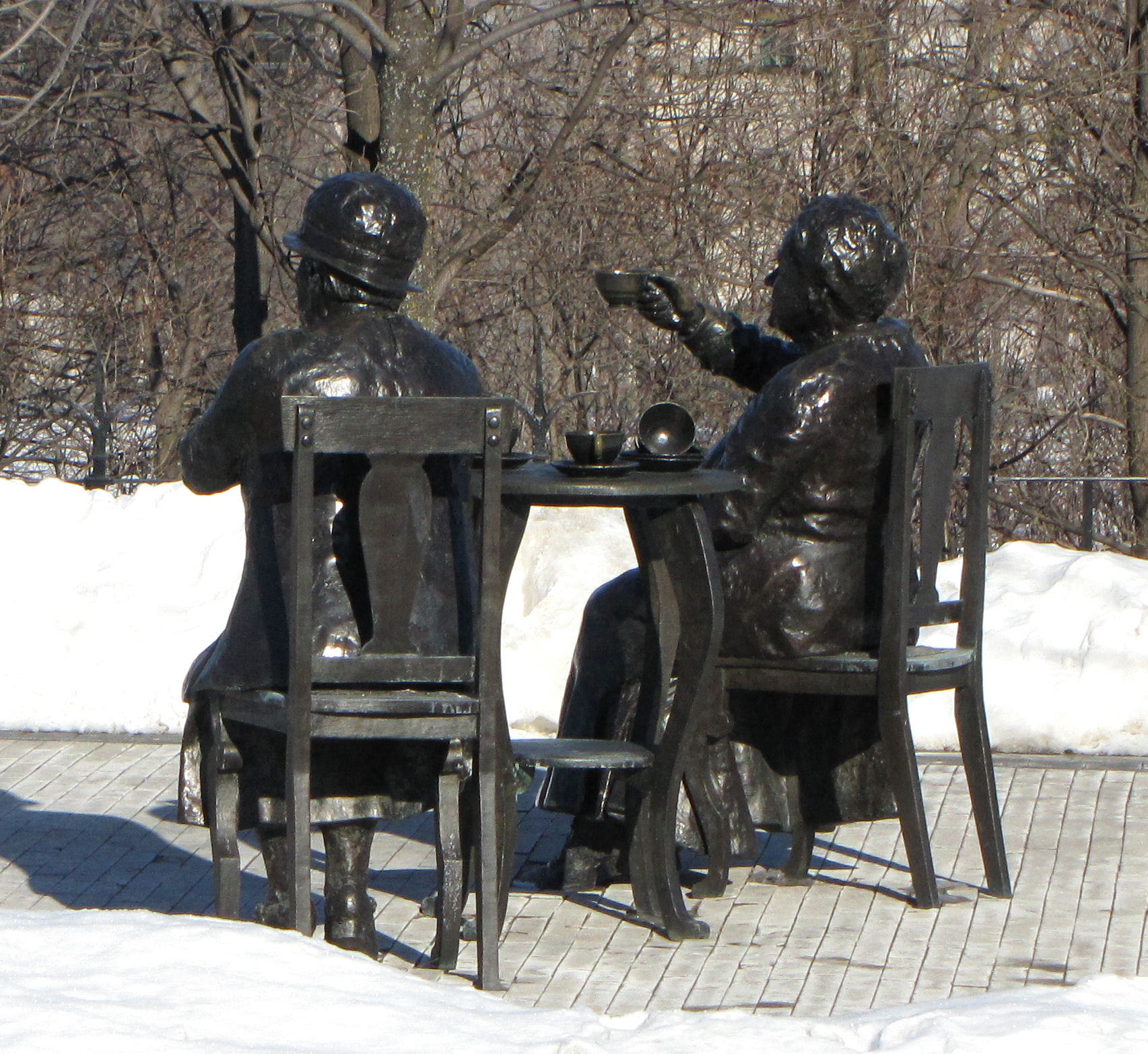
تمثال الخمسة المشهورين الكندي المتواجد في تل البرلمان اوتاوا ، اونتاريو تظهر فيه لويس ماكيني (على اليسار) و هنريتا موير ادواردز (على اليمين)

الخمس المشهورات -وأيضًا كن يعرفن بالخمس الشجاعات- خمس كنديات بارزات في الدفاع عن حق المرأة، والاقتراع، والدفاع عن الأطفال، وهن: هنريتا موير إدواردز، ونيلي ماكلونك، ولويز ماكيني، وإميلي ميرفي، وإرين بارلبي.
في 27 آب عام 1927، التمسن من الحكومة الفيدرالية إحالة قضية أهلية النساء لعضوية مجلس الشيوخ إلى المحكمة العليا لكندا، وكان هذا الالتماس أساس «قضية الاشخاص»، وهو قرار دستوري رئيسي. على الرغم من أن معظم النساء الكنديات حصلن على حق التصويت في الانتخابات الفيدرالية في جميع المقاطعات باستثناء كيبيك بحلول عام 1927، كانت القضية جزءًا من أكبر حملة للمساواة السياسية، وكانت هذه هي الخطوة الأولى نحو المساواة للمرأة في كندا، وكانت بداية الموجة الأولى من الحركة النسائية.
كان السؤال الذي طرحته الحكومة الفيدرالية على المحكمة العليا هو: هل كلمة «الأشخاص» الواردة في المادة 24 من قانون أمريكا الشمالية البريطاني لعام 1867 تشمل النساء؟
في عام 1928، قررت المحكمة العليا بالإجماع بأن النساء لسن «أشخاصًا مؤهلين» من قانون أمريكا الشمالية البريطاني في المادة 24 في عام 1867، واستأنفت النساء الخمس هذا الحكم أمام اللجنة القضائية لمجلس الملكة الخاص، التي كانت في ذلك الوقت أعلى محكمة استئناف في الإمبراطورية البريطانية.
فشلت هذه المحاولة، وعدّت المحكمة النساء غير مؤهلات لهذا الوضع. وفي 18 تشرين الأول 1929، ألغت اللجنة القضائية المحكمة العليا ذلك، ورأت أن النساء «أشخاص مؤهلات»،ومؤهلات للتعيين في مجلس الشيوخ، وعد البعض ذلك بمثابة «تغيير جذري»، إذ رأى آخرون في ذلك بمثابة استعادة للتأطير الأصلي للوثائق الدستورية الإنجليزية، متضمنةً قانون الحقوق لعام1689 ، الذي يستخدم مصطلح الشخص فقط، وليس مصطلح الرجل (أو المرأة في هذا الشأن).

## نيللي مكلونج
تضمنت وظائف نيللي مكلونج في حياتها: معلمة، ومؤلفة، ومتحدثة عامة، وناشطة في مجال الاعتدال، وناشطة معروفة دوليًا في مجال حقوق المرأة والسياسة. في عام 1918، كانت عضوًا في مجلس حرب دومينيون، والممثلة الوحيدة للمرأة في عصبة الأمم، حيث قالت ماكلونج مقولتها الشهيرة «لم افكر مطلقًا في أن الاهتمام بعملي هو فضيلة كبيرة. غالبًا ما يكون عذرًا فقط لعدم اتخاذ إجراء، عندما يحتاج الأمر إلى اتخاذ إجراء»، وأيضًا مثلت كندا في المجلس المسكوني للكنيسة الميثودية لعام 1921، وكانت أول امرأة في مجلس إدارة هيئة الاذاعة الكندية.

## لويز ماكيني
أصبحت لويز ماكيني إحدى أول امرأتين انتُخبتا لعضوية المجلس التشريعي في الإمبراطورية البريطانية، وأول امرأة تشغل مقعدًا، وأسست اتحاد الاعتدال المسيحي للمرأة في ألبرتا والغرب، وشغلت منصب نائب رئيس المنظمة لأكثر من 22 عامًا بدءًا من عام 1906، وحضرت بانتظام الاجتماعات العالمية، ووقّعت النداء إلى مجلس الملكة الخاص في عام 1929.
وفي عام 1931، أصبحت رئيسة الاتحاد الكندي، اتحاد النساء المسيحيين للاعتدال، جرت تسمية ماكيني أيضًا لتكون مفوضة المجلس العام الأول للكنيسة المتحدة لكندا، وكانت المرأة الوحيدة التي وقعت على أساس الاتحاد.

## إميلي ميرفي
برزت إميلي مورفي في الخمس المشهورات بصفتها أول قاضية في الإمبراطورية البريطانية،
جرى تعيين إميلي في مكتب قاضي محكمة الأحداث في إدمونتون في عام 1916، وأصبحت فيما بعد قاضية لمحكمة النساء المنشأة حديثًا، في ذلك الوقت لم تشغل أي امرأة مثل هذا المنصب واعترض الكثير من الرجال، كانت إميلي مورفي -في الواقع- إحدى أوائل القاضيات في كندا.
خلال حياتها المهنية بوصفها كاتبة استخدمت مورفي الاسم المستعار «جاني كانوك»، الذي عرضت بالتفصيل معتقداتها بشأن العرق وتعاطي المخدرات في كندا، وأثرت بشدة على سياسة المخدرات في ذلك الوقت.

## إيرين بارلبي
في عام 1916، انتُخبت إيرين بارلبي أول رئيسة في ألبرتا. وفي عام 1921، انتُخبت لعضوية المجلس التشريعي في ألبرتا، حصلت على منصب وزاري في حكومة المزارعين المتحدين في ألبرتا، لتصبح ثاني امرأة في الإمبراطورية البريطانية تنضم إلى المجلس التشريعي لألبرتا، تحمل رتبة وزارية.
وكانت أيضًا أول وزيرة في مجلس الوزراء في ألبرتا، وكانت لا تزال تعمل بهذه الصفة وقت رفع الدعوى أمام المحكمة، وعملت وزيرة في مجلس الوزراء حتى سقوط الحكومة في عام 1935، وعملت بارلبي مع الصليب الأحمر خلال الحرب العالمية الأولى، ثم عملت لاحقًا في مجلس محافظي جامعة ألبرتا .
1. ↑  Kome (1985). Women of Influence: Canadian Women and Politics (ط. 1st). Toronto: Doubleday Canada. ج. الاول. ص. 32. مؤرشف من الأصل في 2022-01-03. {{استشهاد بكتاب}}: الوسيط |author2= مفقود (مساعدة) والوسيط |الأول= يفتقد |الأخير= (مساعدة)
2. 1 2  "The Story". مؤرشف من الأصل في 2020-02-18.
3. ↑  "Nellie McClung | The Canadian Encyclopedia". live. www.thecanadianencyclopedia.ca. مؤرشف من الأصل في 2021-11-25. اطلع عليه بتاريخ 2021-02-28.
4. ↑  "Emily Murphy | The Canadian Encyclopedia". www.thecanadianencyclopedia.ca. مؤرشف من الأصل في 2021-11-02. اطلع عليه بتاريخ 2021-02-28.
5. ↑  MacEwan، Grant (1975). ... and Mighty Women too: Stories of Notable Western Canadian Women. Western Producer Prairie Books. ISBN:978-0-9193-0665-3.